# 스에마쓰 야스카즈
스에마쓰 야스카즈(일본어: 末松 保和, 1904년 8월 10일~1992년 4월)는 일본의 역사가이다. 가쿠슈인 대학의 명예교수, 문학박사이다. 조선 역사, 조선 고대사 · 고대 한일 관계사를 연구했다.

## 약력
1927년 동경제국대학 문학부 국사학과를 졸업했다. 조선총독부 산하 조선사 편수회에서 촉탁위원, 수사관보, 편수관보(編修官補), 수사관을 거치며 "조선사"등의 편찬에 참여했다.(1928~1934) 1933~1934년 서울대학교의 전신인 경성제국대학 강사, 1935년부터 법문학부의 조교수, 1939년부터는 교수를 역임했다. 종전 후인 1947년부터 가쿠슈인대학에서 교수로 재직했다.

## 임나일본부설 주장
한반도 남부에 고대 일본의 식민지가 존재했다는 임나일본부설은 한국 역사학계에 충격을 준 학설이자 대표적인 식민사관으로 꼽혔다.

## 같이 보기
- 경성제국대학
- 동경제국대학
- 임나일본부
- 조선총독부
- 조선사 편수회